# Lafayette (hrabstwo Walworth)
Lafayette – miasto w Stanach Zjednoczonych, w stanie Wisconsin, w hrabstwie Walworth.